# Гепферсдорф
Гепферсдорф (нім. Göpfersdorf) — громада в Німеччині, розташована в землі Тюрингія. Входить до складу району Альтенбургер-Ланд. Складова частина об'єднання громад Віраталь.
Площа — 5,92 км2. Населення становить 221 ос. (станом на 31 грудня 2021).